# NGC 1586
NGC 1586 (другие обозначения — UGC 3062, MCG 0-12-36, ZWG 393.27, PGC 15331) — спиральная галактика в созвездии Эридана. Открыта Генрихом Луи Д'Арре в 1861 году. Описание Дрейера: «очень тусклый объект неправильной формы, немного более яркий в середине, расположен между двойной звездой и одиночной звездой 14-й величины». Галактика удаляется от Млечного Пути со скоростью 3570 км/с и удалена на 165 миллионов световых лет. Её диаметр составляет около 80 тысяч световых лет.
Этот объект входит в число перечисленных в оригинальной редакции «Нового общего каталога».
Галактика NGC 1586 входит в состав группы галактик NGC 1589. Помимо NGC 1586 в группу также входят ещё 9 галактик.